# Miloš Ier Obrenović
Pour les articles homonymes, voir Obrenović.
Milos Obrénovitch (en serbe moderne Miloš Obrenović, en serbe cyrillique Милош Обреновић), né Milos Teodorovitch (Miloš Teodorović) le 18 mars 1780 à Gornja Dobrinja et mort le 26 septembre 1860 à Belgrade, porte le titre de prince de Serbie et en exerce les fonctions de 1817 à 1839 et de 1858 à 1860.

## Biographie
Le futur prince Miloš est le fils de Teodor Mihailovitch et de Visnja Urosevitch, un couple de paysans serbes. Il porte tout d'abord le nom de Teodorovitch (« fils de Teodor »). Pour gagner sa vie, il travaille chez son frère utérin Milan Obrenović, un riche marchand de porcs.

### Première rébellion
En 1804, Milan Obrénovitch est, avec Karageorges, un des chefs de la première révolte serbe contre les Turcs. Le jeune Milos Theodorovitch prend part à la rébellion. À la mort de son frère, en 1810, Milos lui succède dans son commandement ; il prend alors le nom d’Obrenovitch. Très vite, il s’oppose à Karageorges qui tente de limiter ses pouvoirs.
En 1813, il se bat contre les Turcs mais, vaincu, il doit momentanément se soumettre à la Sublime Porte, qui lui attribue le commandement du district de Rudnik et lui confère le titre de « prince » (knez).

### Prise du pouvoir
Le 23 avril 1815, le vizir Skopljak ayant tenté de désarmer les Serbes, Miloš Obrenović prend la tête de la deuxième révolte contre les Turcs. Il les bat à Požarevac et s’empare de Kruševac. Le 25 juin 1815, à Dublje, il bat encore le pacha de Bosnie envoyé contre lui à la tête d’une armée. Cependant, il engage des négociations, au terme desquelles un traité est signé : l'Empire ottoman conserve sa suzeraineté sur la province de Smederevo ; mais un conseil de douze princes est installé à Belgrade : il est chargé d’administrer le pays et de prélever le tribut payable à la Sublime Porte.
Le 24 juillet 1817, Milos Obrenovitch fait assassiner Karageorges qui tentait de rentrer clandestinement en Serbie,.

### Prince régnant de Serbie

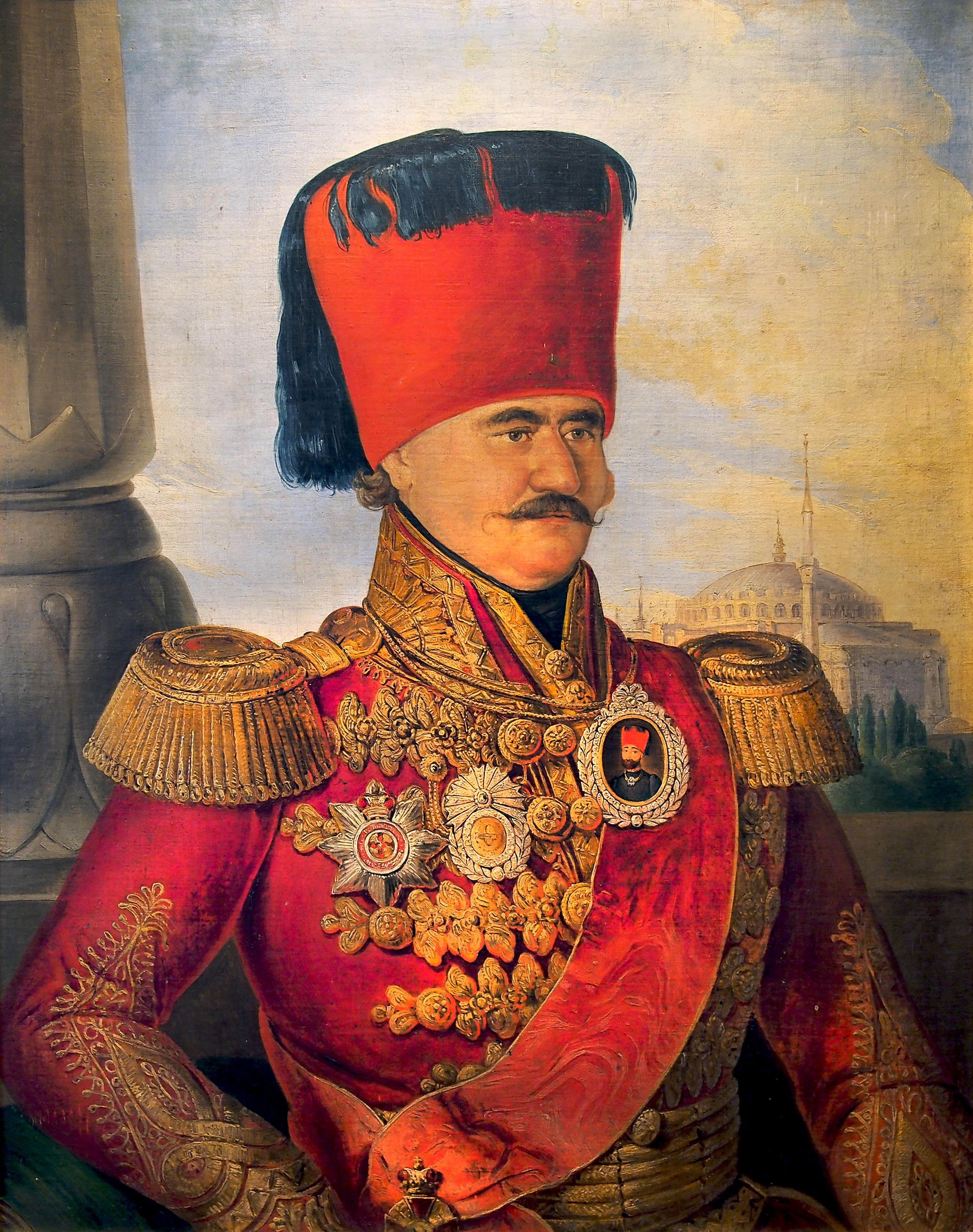
Le prince.

En novembre 1817, la Skoupchtina (l'Assemblée serbe), réunie à Belgrade, proclame Milos prince régnant de Serbie. À partir de ce moment, pour préserver la relative autonomie de son pays, il pratique une politique d’équilibre entre la Turquie et la Russie. Il fait de Kragujevac la capitale de la Serbie, divise le pays en provinces, institue un Conseil d'État et organise des tribunaux. Son règne est autoritaire, il n'hésite pas à faire tuer ses opposants aussi bien que ceux qui refusent de le financer. De 1821 à 1826, son frère Jevrem exerce les fonctions de représentant du Prince (équivalent d’un Premier Ministre).
Le 15 août 1830, l'Empire ottoman accepte de reconnaître Milos Obrenovitch comme prince héréditaire de Serbie. Il organise alors une armée permanente.
Sous la pression de ses conseillers, il promulgue une Constitution en 1835, accordant du pouvoir au Conseil d'État et reformant une Skoupchtina avec de faibles pouvoirs. Ce geste est condamné par la Turquie, la Russie et l’Autriche, pays autocratiques, en raison de son caractère trop libéral. Trois ans plus tard, l'Empire ottoman impose aux Serbes une nouvelle Constitution. Pour limiter les pouvoirs du prince régnant, un Sénat est créé, dans lequel entrent les principaux princes de Serbie, jaloux pour la plupart de l’autorité de Milos Obrenovitch.

### Abdication, exil et retour
En 1839, la politique turque d’affaiblissement du prince porte ses fruits. Le 13 juin, dans un climat de grande rivalité entre les chefs, Milos est obligé d’abdiquer en faveur de son fils aîné Milan. Le nouveau prince ne règne que quelques semaines et c’est le deuxième fils de Milos, Michel qui lui succède. Mais, en 1842, à cause de sa jeunesse et de son inexpérience, le prince Michel est à son tour contraint d’abdiquer. C’est un membre de la famille des Karageorgévitch, Alexandre, qui est désigné à sa place.
Écarté du pouvoir, Milos se retire en principauté de Valachie.
Le 23 décembre 1858, après l'abdication d’Alexandre Karageorgévitch, il est rappelé par la Skoupchtina. Il mène alors une politique hostile à l'Autriche, dont l'influence avait grandi lors du règne précédent. Le 26 septembre 1860, Miloš Obrenović meurt. Son fils Michel est alors appelé à lui succéder à nouveau.

### Mariage et descendance
En 1805, il épouse Ljubica Vukomanović (1788-1843) qui lui donne au moins huit enfants dont les princes Milan et Michel.